# Jean Ristat
Jean Ristat, né le 1er juin 1943 à Argent-sur-Sauldre (Cher) et mort le 2 décembre 2023, à Saint-Ouen-les-Vignes, est un poète, écrivain, dramaturge, directeur de revue et éditeur français.

## Biographie
Issu de milieux populaires, Jean Ristat s'engage tôt dans la voie littéraire, participant, lycéen, à une revue 1492 aux côtés de son professeur Maurice Bourg.
Bachelier, il rejoint la région parisienne pour étudier la philosophie. C'est ainsi qu'il se lie avec Jacques Derrida.
En 1965, Jean Ristat publie son premier ouvrage, Le Lit de Nicolas Boileau et Jules Verne. L'ouvrage est salué par un article d'Aragon en une des Lettres françaises : « Si vous m'en croyez. »
Suivent tôt de nouveaux ouvrages aux éditions Gallimard ainsi que l'intégration au sein des Lettres françaises. Dans le compagnonnage d'Aragon, de Jacques Derrida, mais aussi de Roland Barthes et de Francis Ponge, Ristat entretient une relation importante et complexe avec Tel Quel,,,.
Devenu le compagnon d'Aragon dans les années 1970, il continue de mener une vie littéraire propre. En 1972, il traduit les Exercices spirituels d'Ignace de Loyola avec une préface de Barthes. La même année, au Palais des papes d'Avignon, il est à l'origine avec Roland Petit d'un grand ballet en hommage à Maïakovski, Allumez les étoiles. Suit, en 1973, La Rose malade, nouvelle collaboration avec Roland Petit, Maïa Plissetskaïa, Yves Saint Laurent et les Ballets de Marseille. Le théâtre est également approché avec L'Entrée dans la baie et la prise de la ville de Rio de Janeiro en 1711 ou La Perruque du vieux Lénine.
En 1974, Jean Ristat fonde la revue et la collection Digraphe. Celle-ci paraît pendant près de trente ans, mêlant théorie (philosophie, psychanalyse…) et littérature. Il publie également, au milieu de la décennie, un livre au fort écho, rassemblant chroniques, entretiens, critiques autour de Vitez, Aragon, Sollers ou Jean-Pierre Faye notamment, Qui sont les contemporains.
Les œuvres se croisent cependant entre Aragon et Jean Ristat, à l'image de Lord B et Théâtre/Roman. C'est Ristat qui mène à bien l'édition de L'Œuvre poétique complet d'Aragon. Le jeune poète est également à l'origine du retour d'Aragon sur les écrans. C'est la suite d'entretiens filmés Ristat/Aragon Dits et non-dits (réalisés par Raoul Sangla). En première partie de soirée, plusieurs jours durant, Aragon apparaît masqué et évoque la trajectoire qui fut la sienne. C'est aussi le film de Sarah Maldoror, Louis Aragon, un masque à Paris.
Militant pour les droits des homosexuels, Ristat fait entrer explicitement cette question dans sa poésie avec la parution, en 1978, de l'Ode pour hâter la venue du printemps : « Camarade ne mets pas l'amour en prison. » C'est un événement littéraire et politique qui ne passe pas inaperçu dans le monde de la presse communiste (le poème fait la une de La Nouvelle Critique) et au-delà,.
En 1982, Jean Ristat est l'exécuteur testamentaire d'Aragon et d'Elsa Triolet,,. En 2003, avec Francis Crémieux (Avec Aragon, Gallimard), puis en 2019, avec Olivier Barbarant (Impair et passe, Manifeste), il a relaté les années passées aux côtés d'Aragon.
En 1989, Ristat ressuscite Les Lettres françaises, périodique culturel créé à l'initiative de la Résistance communiste en 1942 et dirigé par Aragon de 1953 à 1972, date à laquelle le journal est contraint de cesser sa parution. D'abord supplément de sa revue Digraphe, la revue paraît bientôt en kiosques de manière indépendante. Ambitieux sur le plan culturel, le périodique, sur fond de pandémie du VIH, entreprend un rapprochement avec les équipes de Gai Pied, le magazine homosexuel lancé en 1979 et qui disparaît alors. Les Lettres françaises deviennent « journal des sexualités plurielles » avant de disparaître à leur tour. En 2004, elles reparaissent comme supplément littéraire de L'Humanité avant que la direction du quotidien ne décide de mettre un terme à cette insertion. Le journal paraît alors en ligne puis sous l'égide des éditions Helvétius.
Secrétaire perpétuel de la Maison Elsa Triolet-Aragon (la maison du couple d'écrivains devenue lieu culturel ouvert au public à partir de 1994), il est par ailleurs président de la Société des amis de Louis Aragon et Elsa Triolet depuis 2010.
Poète, critique, éditeur, homme de presse, Jean Ristat a également consacré de nombreux écrits et entretiens à la peinture : dans la revue Digraphe, aux côtés de Serge Fauchereau, mais aussi dans des publications comme Debré à Shanghaï.

### Engagements politiques
Membre du Parti communiste français, il signe, en 1990, l'Appel des 75 contre la guerre du Golfe.
En 2012, il soutient Jean-Luc Mélenchon, candidat du Front de gauche à l'élection présidentielle. En février 2022, il rejoint le comité de soutien de Fabien Roussel à l'élection présidentielle.

### Vie privée
Héritier d'Aragon, Jean Ristat fut lié à Philippe Desvoy. Il fut marié au poète Franck Delorieux.
Il repose dans le nouveau cimetière de Saint-Ouen-les-Vignes, deuxième ligne à droite, puis à gauche, 

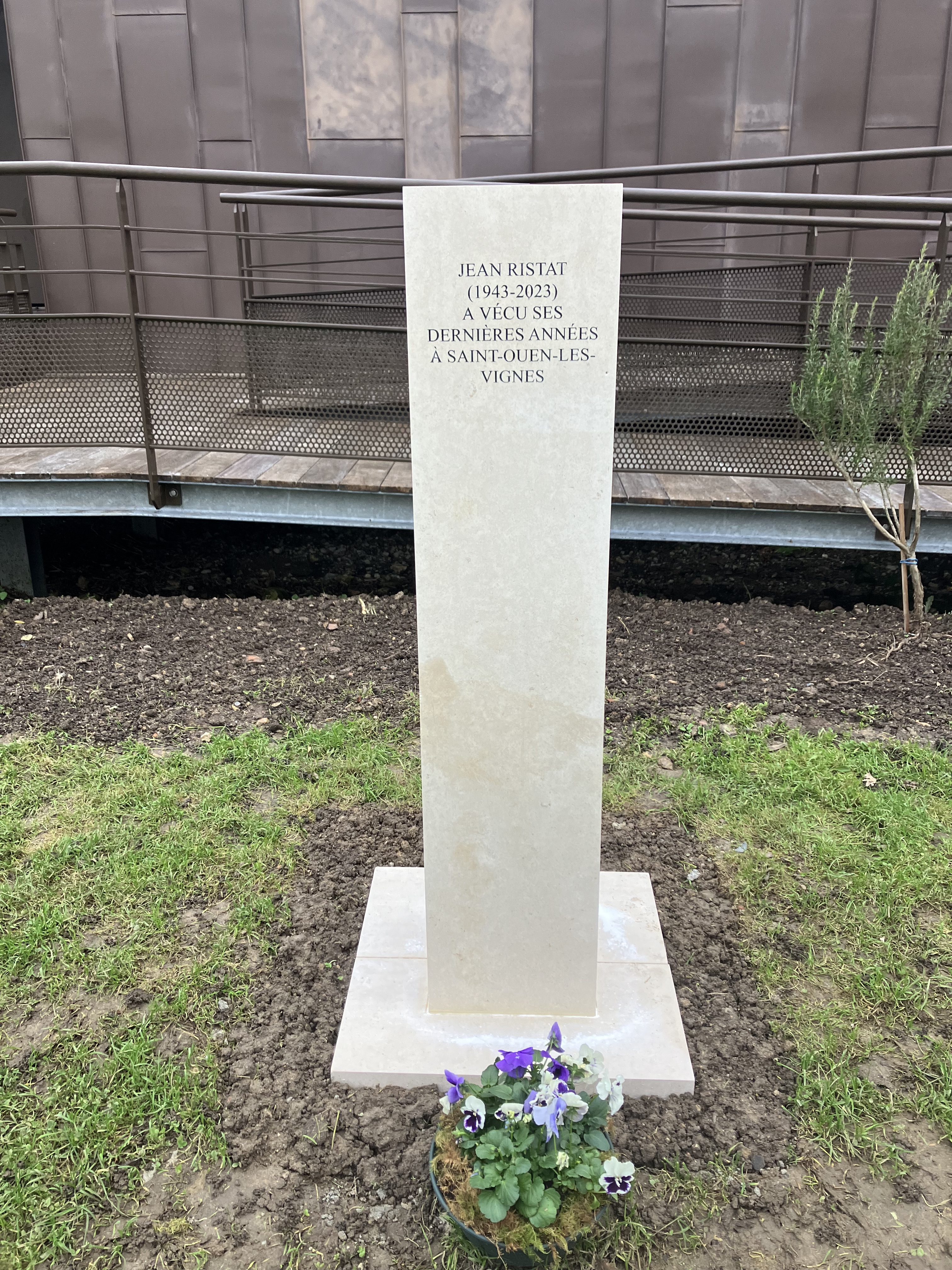
Stèle en hommage à Jean Ristat.

Le 2 décembre 2024, une stèle en son hommage a été dévoilée par la municipalité de Saint-Ouen-les-Vignes, en face de l'église. 

## Postérité
En janvier 2010, l'un de ses poèmes est choisi pour constituer le sujet de didactique à l'agrégation interne de lettres modernes.

## Œuvre
- Le Lit de Nicolas Boileau et de Jules Verne, roman critique, Inédit 10/18 Plon, 1965 ; réédité à la suite de Le Fil(s) perdu, Gallimard, 1974, avec une postface de Louis Aragon
- Du coup d'État en littérature, suivi d'exemples tirés de la Bible et des auteurs anciens, Gallimard, 1970
- L'Entrée dans la baie et la prise de la ville de Rio de Janeiro en 1711, tragi-comédie, suivi de L'inconnu n'est pas le n'importe quoi, dialogue avec Roland Barthes, Éditeurs français réunis (EFR), 1973
- Qui sont les contemporains, Gallimard, 1975
- Lord B, roman par lettres avec conversations, Gallimard, 1977
- Ode pour hâter la venue du printemps, Gallimard, 1978 ; rééditée dans la collection de poche « Poésie », Gallimard, 2008, avec une notice bio-bibliographique et une préface d'Omar Berrada
- La Perruque du vieux Lénine, tragi-comédie, Gallimard, 1980
- Digraphe 1974-1981, Flammarion, 1981
- Tombeau de Monsieur Aragon, Gallimard, 1983 ; réédité dans la collection de poche « Poésie », Gallimard, 2008, avec l'Ode
- Le Naufrage de Méduse, comédie héroïque, Gallimard, 1986
- L'Hécatombe à Pythagore, poème de circonstance en quatre actes écrit pour célébrer la fondation de la République française, Gallimard, 1991
- Le Parlement d'amour, éloge de M. Burattoni assis sur le tombeau de Virgile et dessinant, Gallimard, 1993
- Le Déroulé cycliste, roman, Gallimard, 1996
- Aragon "Commencez par me lire !", Gallimard, coll. « Découvertes Gallimard/Littératures » (no 328), 1997
- Albums de la Pléiade : Louis Aragon, bibliothèque de la Pléiade, éditions Gallimard, 1997
- Œuvres posthumes, Stock, 1998
- La Mort de l'aimé, tombeau, Stock, 1998 ; réédité dans la collection de poche « Poésie », Gallimard, 2008, avec l'Ode
- Olivier Debré, le théâtre de la peinture = the theatre of painting..., Fragments éditions, 2000
- N Y Meccano, Gallimard, 2001
- Avec Aragon. 1970-1982, entretiens avec Francis Crémieux, Gallimard, 2003
- Aragon, l'homme au gant, Le Temps des Cerises/Société des Amis d'Aragon et Elsa Triolet, 2005
- Le Voyage à Jupiter et au-delà, peut-être, Gallimard, 2006
- Artémis, chasse à courre, le sanglier, le cerf et le loup, Gallimard, 2007
- Le Théâtre du ciel. Une lecture de Rimbaud, Gallimard, 2009
- Conversations dans un Salon d'Amour, Artgo & Cie, 2013
- Œuvres posthumes, Tome II, Gallimard, 2015
- Ô vous qui dormez dans les étoiles enchaînés, avec dix illustrations de Gianni Burattoni, Gallimard, coll. « Blanche », 2017
- Qui sont les contemporains, II (recueils d'articles), Gallimard, coll. « Blanche », 2017

### Rééditions
- Ode pour hâter la venue du printemps suivi de Tombeau de Monsieur Aragon, Le Parlement d'amour et La Mort de l'aimé, Gallimard, coll. « Poésie/Gallimard », 2008
- Aragon, l'homme au gant suivi de Impair et passe, Manifeste !, 2022
- Avec Franck Delorieux, Jean Ferrat. Conversation à Antraigues avec la montagne pour témoin, Helvétius, 2023

### Œuvres traduites
- Oda para adelantar la llegada de la primavera, suivi de El Teatro del cielo, traduction de Marc Sagaert et Jacqueline André, édition bilingue français/espagnol, Mexico, Trilce, 2010
- Tierra de sombras/Le Pays des ombres réunit Ô vous qui dormez dans les étoiles enchaînés, La Mort de l'Aimé et Tombeau de Monsieur Aragon, traduction de Marc Sagaert et Alba-Marina Escalón, édition bilingue français/espagnol, Guatemala, Sophos, 2017

### Prix et distinctions
- 1971 : Prix Fénéon pour Du coup d'État en littérature
- 2008 : Prix Mallarmé pour Artémis chasse à courre, le sanglier, le cerf et le loup
- Le titre de Prince des poètes lui est décerné en 2013[30],[31].

### Vidéo
- Entretien « Rencontre avec Jean Ristat ou les cuivres de l’Éros »